# Entodon drepanoides
Entodon drepanoides är en bladmossart som beskrevs av Jean Édouard Gabriel Narcisse Paris 1896. Entodon drepanoides ingår i släktet Entodon och familjen Entodontaceae. Inga underarter finns listade i Catalogue of Life.